# Каштаньейра (Паредеш-де-Кора)
Каштаньейра (порт. Castanheira) — район (фрегезия) в Португалии, входит в округ Виана-ду-Каштелу. Является составной частью муниципалитета Паредеш-де-Кора. По старому административному делению входил в провинцию Минью. Входит в экономико-статистический субрегион Минью-Лима, который входит в Северный регион.
Население составляет 4642 человека на 2001 год. Занимает площадь 8,30 км².